# Ernest Guilbert
Ernest Charles Démosthène Guilbert (Parigi, 17 settembre 1848 – Barcellona, 1º gennaio 1913) è stato uno scultore francese.

## Biografia

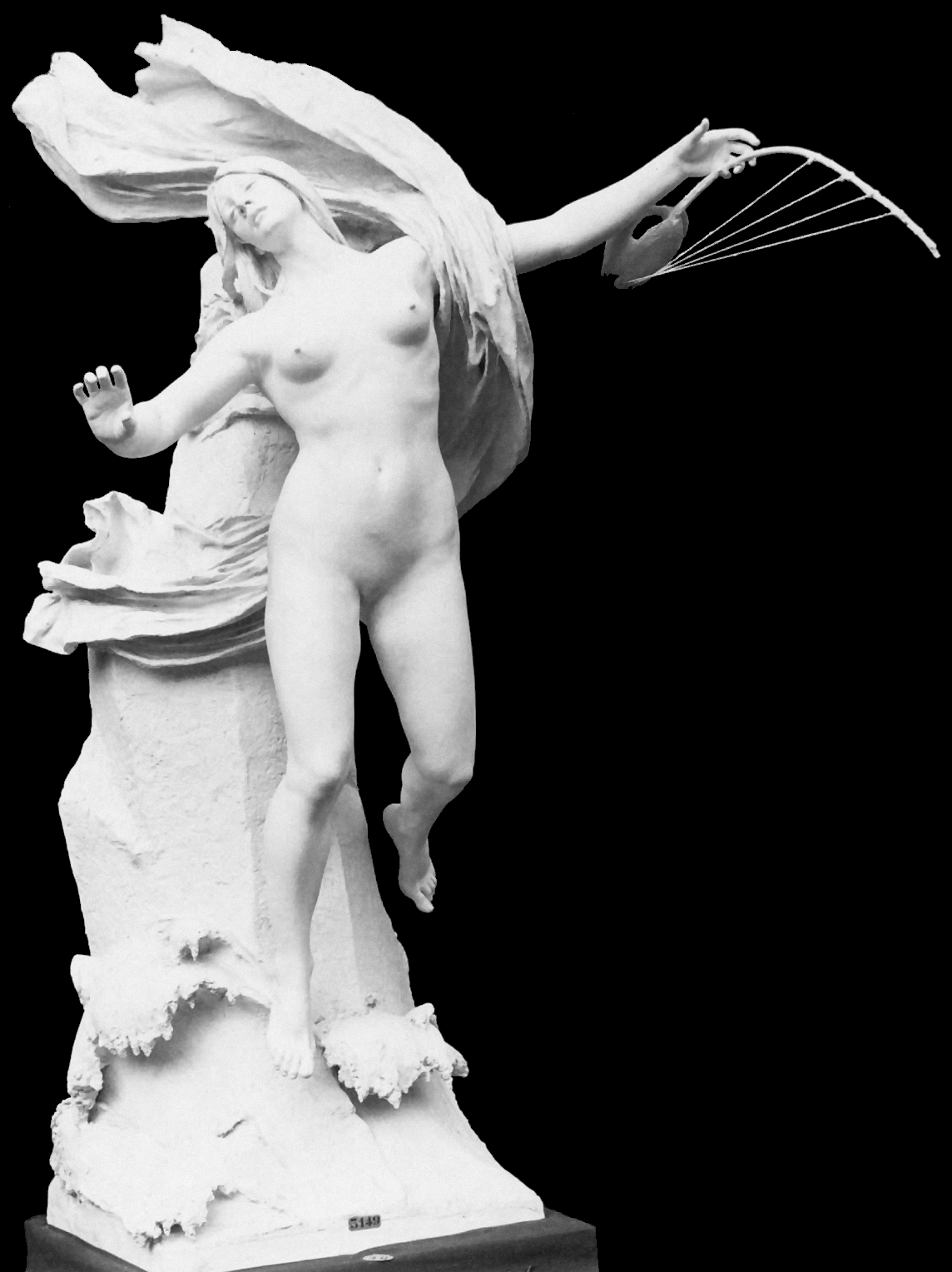
Saffo, esposta al Salone del 1895 (ubicazione attuale sconosciuta).

Ernest Charles Démosthène Guilbert nacque il 17 settembre 1848 da Anaxagore Epaminondas Guilbert e Augustine Florence Mahieux. Seguì le lezioni alla scuola nazionale superiore di belle arti e fu uno studente dello scultore Henri Chapu (1833-1891).
Nell'arco della sua vita ricevette varie commissioni che gli valsero molti premi. Ai Saloni parigini espose varie statue, come un'Eva, acquistata dallo stato per il museo di Rouen, e una Saffo la cui ubicazione attuale è ignota. Con un monumento dedicato a Étienne Dolet, Ernest Guilbert si guadagnò il primo premio per un concorso l'8 maggio 1885.
Dopo aver realizzato un monumento in onore dell'ex-presidente della repubblica Adolphe Thiers, Ernest Guilbert venne nominato cavaliere dell'ordine nazionale della Legion d'onore il primo agosto 1879. Egli si spense a Barcellona nel 1913.

## Opere

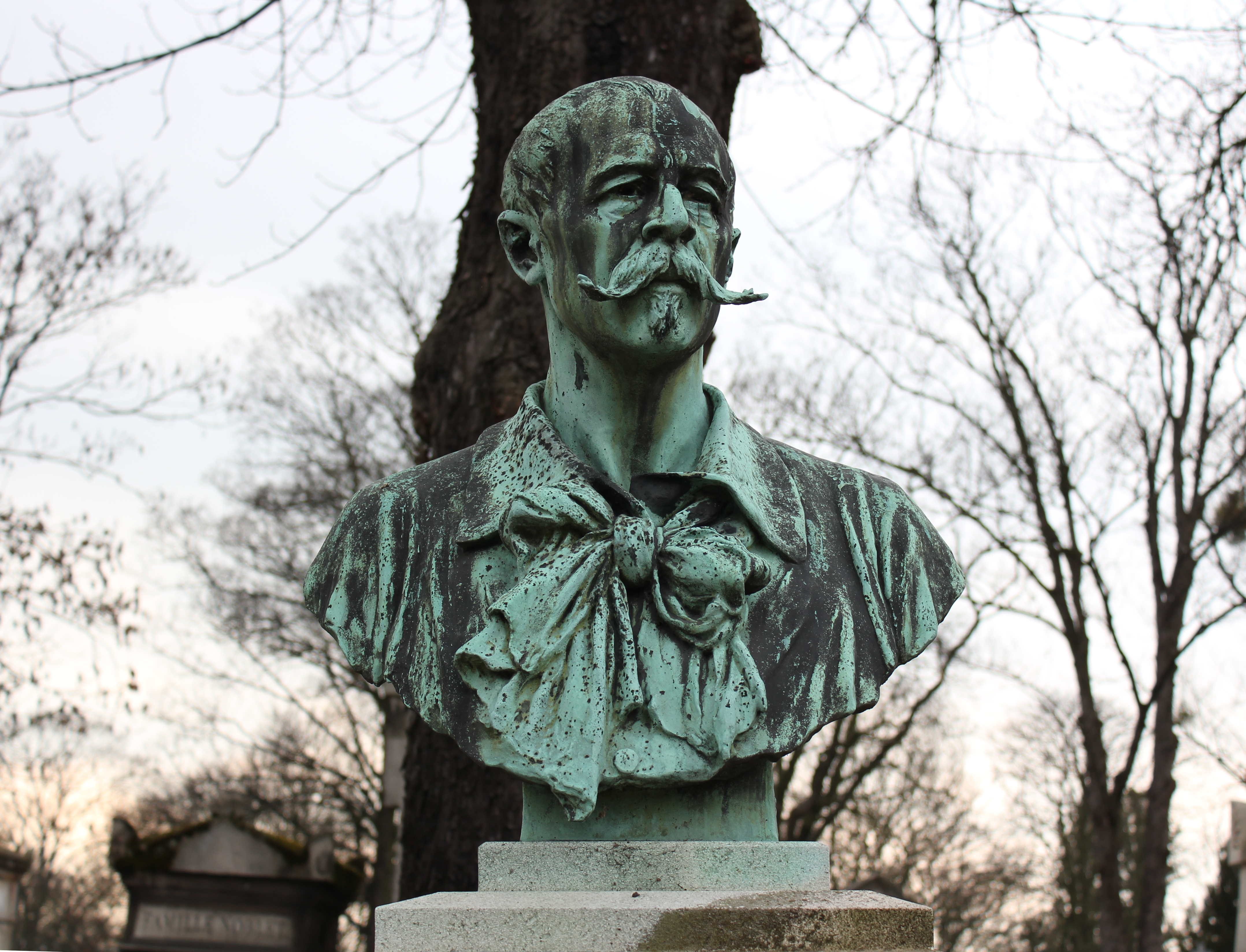
Busto di Auguste Vitu per la sua tomba al cimitero di Père-Lachaise.

Ernest Guilbert è noto soprattutto per essere l'autore di numerose sculture in bronzo e di opere visibili negli spazi pubblici, tra cui quattro opere elencate nell'inventario generale del patrimonio culturale della Francia.
- Il generale Édouard Hyacinthe Lucas, 1876, medaglione in bronzo, Niort, cimitero Cadet.[7]
- Monumento a Thiers, 1879, bronzo, Nancy, opera in deposito.[8] Una replica della statua, priva del piedistallo originario, si trova in una piazza di Saint-Savin e proviene dal monumento eretto nel 1879 a Bona, in Algeria.[9]
- La Storia incide sulle sue tavolette la data de l'evacuazione di Nancy dai prussiani il primo agosto 1873, 1879, statua in bronzo, Nancy, museo della Lorena. Proveniente dal piedistallo del Monumento a Thiers di Nancy.[10]
- Dafni e Cloe, 1886, gruppo in marmo, Ivry-sur-Seine, municipio.[11]
- Marianne, 1881, busto in gesso, Lione, gruppo scolastico Allix.[12]
- Monumento a Charles Victor Frébault, 1892, Pointe-à-Pitre, place de la Victoire.
- Monumento a Étienne Dolet, 1889, Parigi, place Maubert. Distrutto in quanto venne fatto fondere sotto il regime di Vichy.[13]
- Tomba di Augustin-François Feyen detto Perrin, 1892, Parigi, cimitero di Montmartre.[14]
- Temi, 1893, busto in bronzo, Parigi, corte di cassazione, camera di consiglio della prima camera civile.[2]
- Medaglione di Marie Legrand, coniugata Loisel, 1895, Parigi, cimitero di Père-Lachaise.[15]
- La Poesia, 1898 circa, marmo, Parigi, teatro nazionale dell'Opéra-Comique.
- Pulpito, 1899, Saint-Cloud, chiesa di San Clodoaldo.[16][17] Questo pulpito in legno scolpito venne commissionato dal curato della chiesa, che aveva lanciato una sottoscrizione a tale scopo, e presentato all'esposizione universale del 1900 prima di essere installato nell'edificio.[18] Ernest Guilbert si autoritrasse sulla destra nelle vesti di San Giovanni.[19] Un San Giovanni Evangelista in gesso è stato ritrovato nel 2009 nel sottotetto della chiesa, poi venne restaurato e messo in deposito nel Musée des Avelines. Si tratta di uno schizzo per una delle figure del pulpito ligneo.[18]
- Busto di Auguste Vitu, 1901, Parigi, cimitero di Père-Lachaise.

## Critica
Più attenta al suo successo ufficiale che alla sua arte, Edmonde Charles-Roux scrisse su di lui:
(Edmonde Charles-Roux, Isabelle du désert, Grasset, 2003)

## Galleria d'immagini

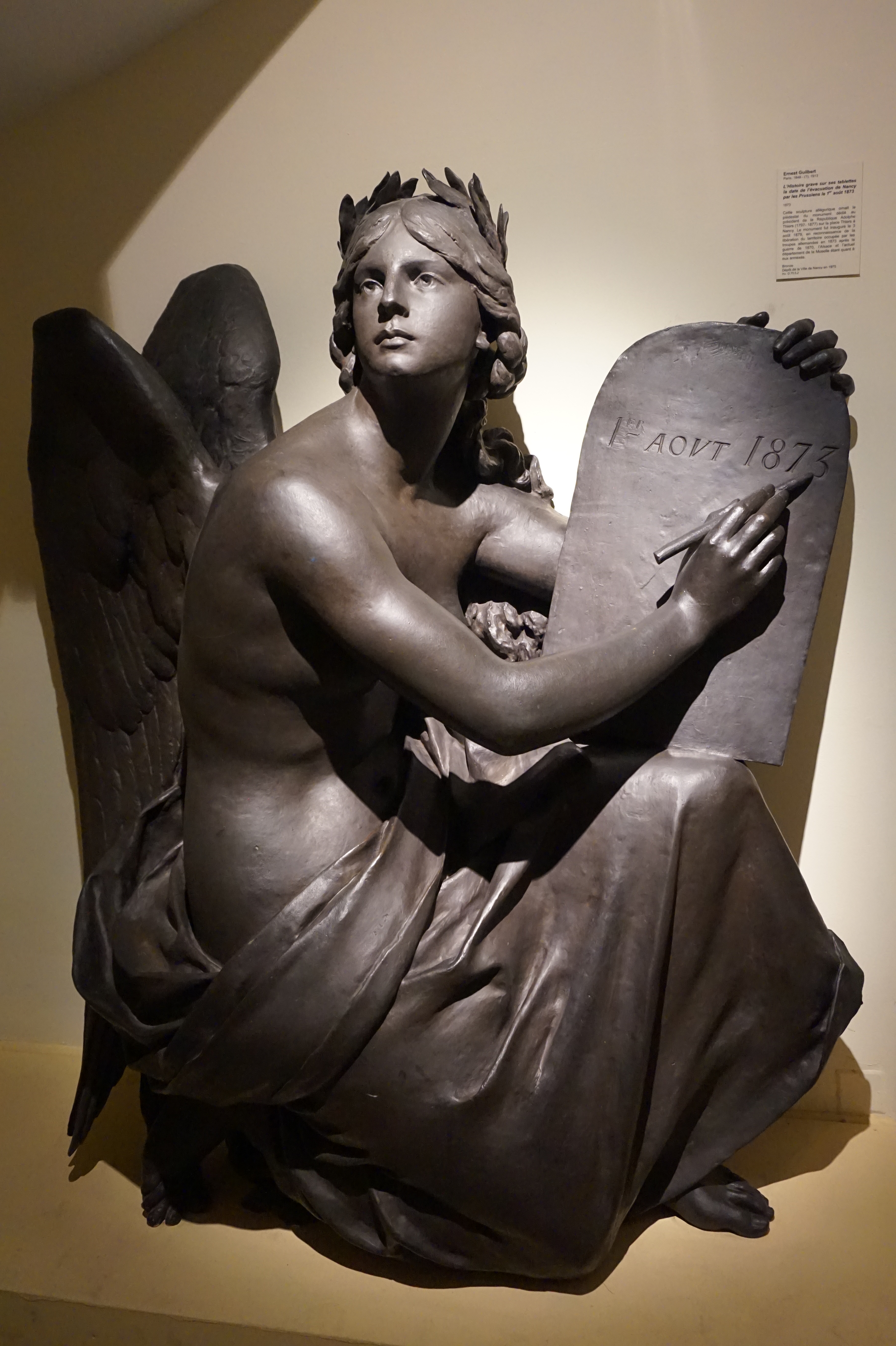
La Storia al museo della Lorena, 1879
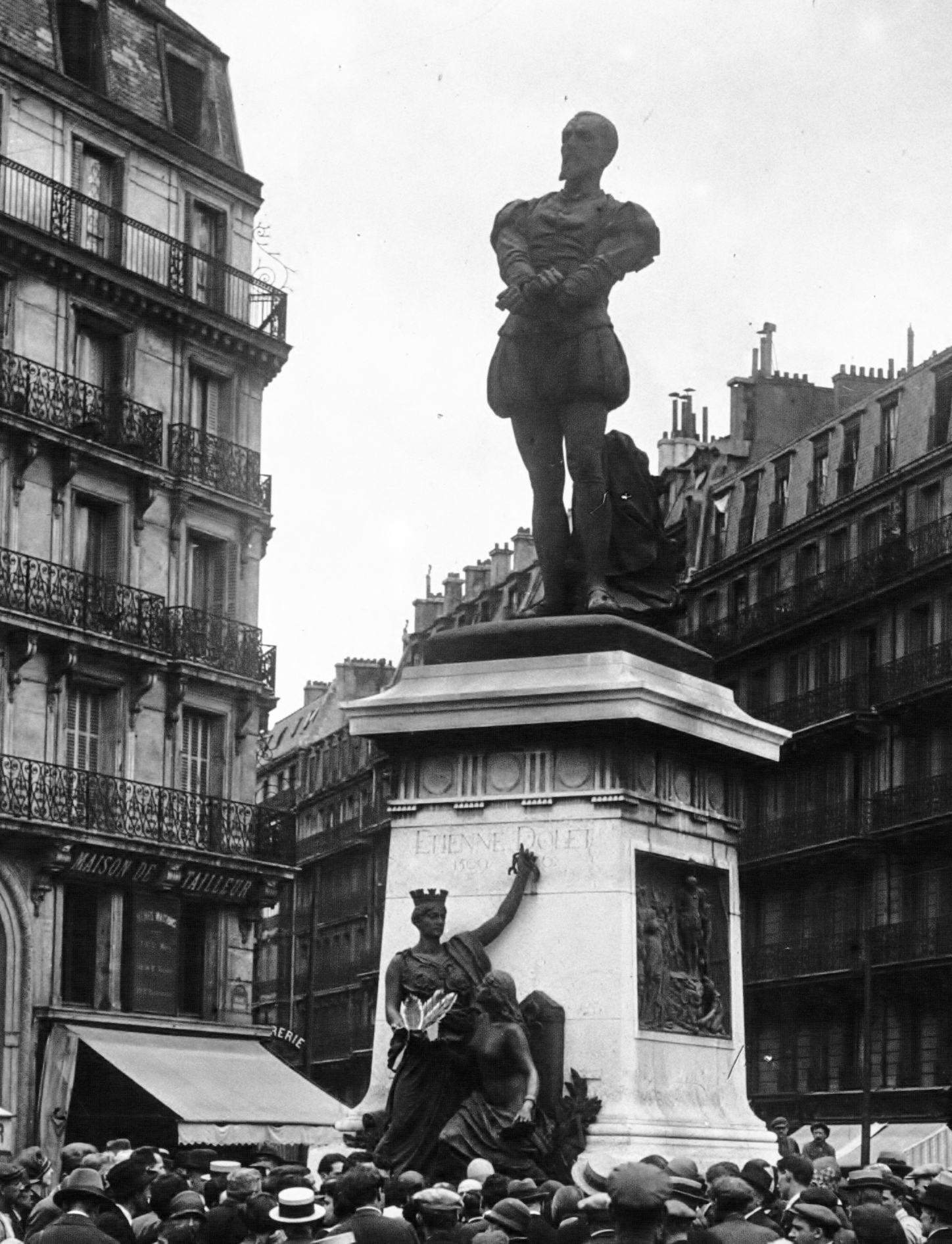
Monumento a Étienne Dolet, 1889 (distrutto)
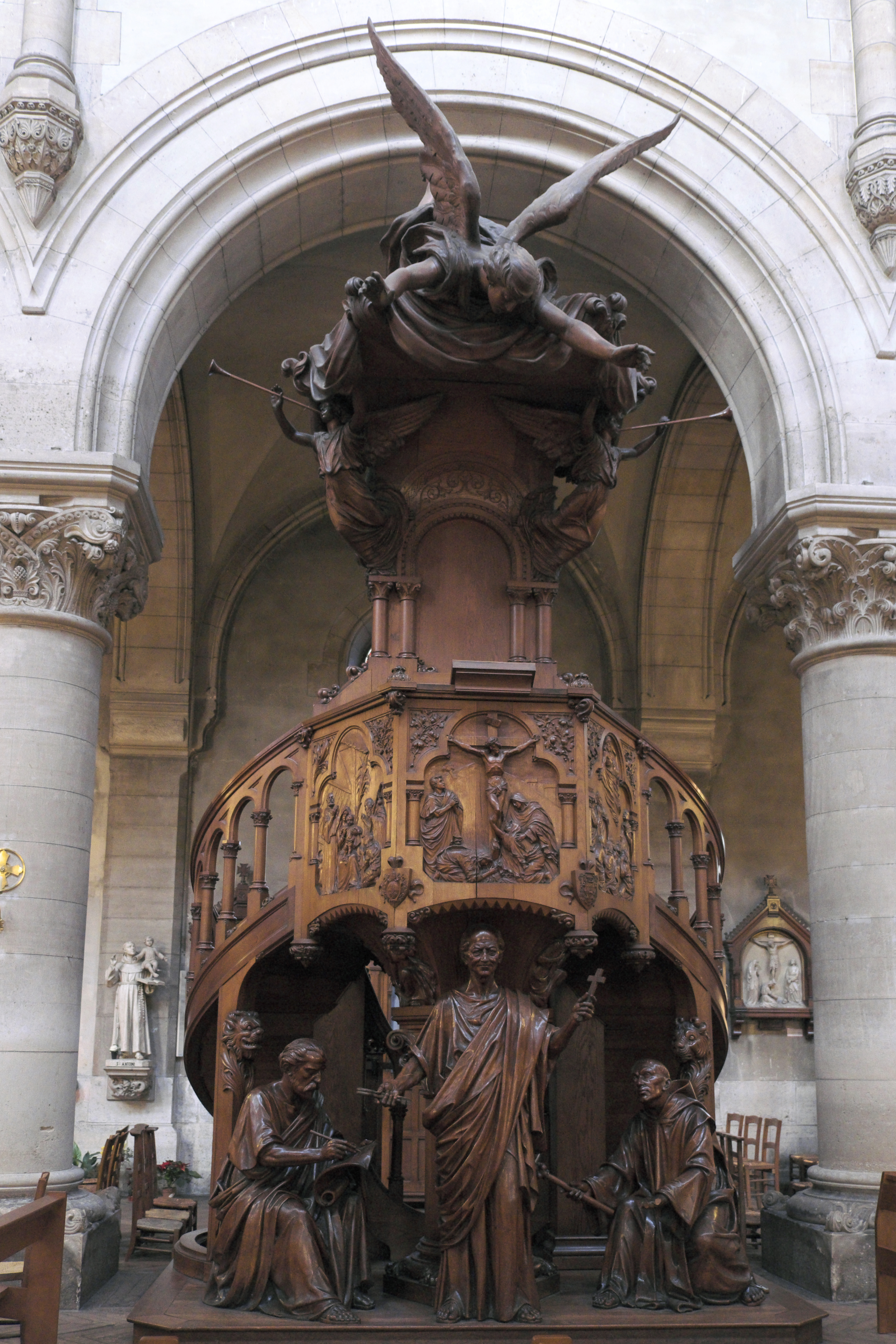
Pulpito, 1899